# (6455) 1992 HE
A (6455) 1992 HE egy földközeli kisbolygó. Robert H. McNaught fedezte fel 1992. április 25-én.